# Kozie Laski
Kozie Laski – wieś w Polsce położona w województwie wielkopolskim, w powiecie nowotomyskim, w gminie Nowy Tomyśl. W latach 1975–1998 miejscowość administracyjnie należała do województwa poznańskiego.

## Historia
Wieś o rozproszonej zabudowie założona w 1767 r. jako osada olęderska.
W okresie Wielkiego Księstwa Poznańskiego (1815-1848) miejscowość wzmiankowana jako Kozielaski należała do wsi większych w ówczesnym powiecie bukowskim, który dzielił się na cztery okręgi (bukowski, grodziski, lutomyślski oraz lwowkowski). Kozielaski należały do okręgu lutomyślskiego i stanowiły część rozległego majątku Tomyśl stary, którego właścicielem był wówczas Hangsdorf. W skład majątku Tomyśl stary wchodziło łącznie 13 wsi. Według spisu urzędowego z 1837 roku Kozielaski liczyły 242 mieszkańców i 40 dymów (domostw).
W pobliżu miejscowości znajduje się Miejsce Obsługi Podróżnych (MOP Kozielaski) dla jadących Autostradą A2 w kierunku Poznania.